# فدراسیون کریکت افغانستان
بورد کرکت افغانستان (که قبلاً بنام فدراسیون کریکت افغانستان مسما بود)، اداره رسمی و با صلاحیت ورزش کریکت افغانستان است که دفتر مرکزی آن درشهر کابل، افغانستان می‌باشد.
بورد کرکت افغانستان نماینده افغانستان در شورای بین‌المللی کریکت است. که از سال ۲۰۰۱ بدینسو فعالیت دارد. هکذا عضو شورای کریکت آسیائی نیز می‌باشد.
حامل این بورد حامد کرزی رئیس جمهور افغانستان بوده قبلاً رئیس هیئت مدیره آن بود ولی اکنون شکرالله عاطف مشعل رئیس هیئت مدیره است.
در ۱۱ نوامبر ۲۰۱۰ تیم ملی کریکت زنان افغانستان تشکیل گردیده در تحت این اداره فعالیت می‌کند. تیم زنان مانند مردان در مسابقات ورزشی کریکیت از خود برازندگی نشان داده‌اند.